# مقاومت صفر اهم

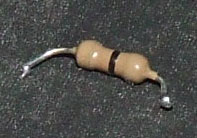
یک مقاومت صفر اهم.

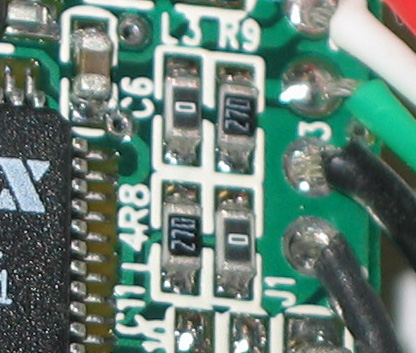
مقاومت صفر اهمی نصب سطحی.

مقاومت صفر اهم یا پیوند صفر اهم سیمی است که برای ردیابی اتصالات در مدارهای چاپی استفاده می‌شود که در قالبی مشابه یک مقاومت بسته‌بندی شده‌است. این قالب اجازه می‌دهد که این پیوند با استفاده از ابزارهای مشابهی که برای قراردادن سایر مقاومت‌ها بر روی برد مدار استفاده می‌شوند (همانند دستگاه مونتاژ اتوماتیک) به جای نیاز به استفاده از جامپر یا سیم قرار گیرد. مقاومت‌های صفر اهمی می‌تواند به مانند مقاومت‌های استوانه‌ای یا مقاومت‌های نصب سطحی بسته‌بندی شوند.